# الاعتراف القانوني بالعلاقات المثلية في لاتفيا
لا تعترف لاتفيا قانونيا بالعلاقات المثلية، سواء في شكل زواج المثليين، أو الاتحادات المدنية، أو الشراكات المنزلية. يحظر الدستور اللاتفي الاعتراف بزواج المثليين وذلك عبر تقييد الزواج على أنه اتحاد بين رجل وامرأة.

## الشراكة
وفي 23 أيلول/سبتمبر 1999، قدم المكتب الوطني لحقوق الإنسان في لاتفيا مشروع قانون شراكة مسجلة إلى البرلمان. وفي 28 أيلول/سبتمبر 1999، أرسل الاقتراح إلى لجنة حقوق الإنسان والشؤون العامة في البرلمان لمناقشته. في 30 نوفمبر 1999، رفضت اللجنة مشروع القانون.
في كانون الثاني/يناير 2012، أوصى مكتب أمين المظالم (الذي أعيدت تسميته المكتب الوطني لحقوق الإنسان منذ عام 2007) البرلمان بعدم تشريع الشراكات المسجلة المثلية. ومع ذلك، تم الكشف عن أن وزارة العدل كانت تدرس، بعد فخر البلطيق في يونيو/حزيران 2012، ما إذا كانت ستعترف بالشراكات المثلية، إما من خلال المساكنة غير المسجلة (باللاتفية: nereģistrēta kopdzīve) أو الشراكة المسجلة (باللاتفية: reģistrētās partnerattiecībās). أشار وزير الدفاع أرتيس بابريكس إلى دعمه للشراكات المسجلة. توقعت «موزايكا» أكبر منظمة لحقوق المثليين في لاتفيا، أن الأمر سيستغرق حوالي 5 سنوات للحصول على دعم سياسي كافٍ لتمرير مشروع القانون.
في تشرين الثاني/نوفمبر 2014، وفي معرض تعليقه على إعلان وزير الشؤون الخارجية إدغارز رينكفيتش أنه مثلي الجنس وعن دعوته للاعتراف القانوني بالعلاقات المثلية، أعاد رئيس الوزراء لايمدوتا ستراويوما تأكيد دعمها للحظر الدستوري على زواج المثليين. واعترفت أيضًا بأن «القانون اللاتفي لم يحل بعد مسألة علاقات الشريك»، موضحًة أن عدم الاعتراف بالشركاء غير المتزوجين يؤثر على الكثيرين في لاتفيا بغض النظر عن التوجه الجنسي وأن حماية هذه العائلات تحتاج إلى مناقشتها من جانب المجتمع ومن جانب البرلمان.
في 30 يناير 2015، قدم فيكو سبوليتس، عضو البرلمان عن حزب الوحدة مشروع قانون لتعديل القانون المدني لتشريع الشراكات. يسمح القانون المقترح لـ «أي شخصين» بتسجيل شراكتهما ويكون لهما نفس الحقوق والواجبات تقريباً كالزوجين. رفضت لجنة الشؤون القانونية الاقتراح في 24 فبراير 2015.
في 23 مارس 2015، أطلق رئيس حزب من أجل التنمية في لاتفيا، يورس بوسي، حملة جمع توقيع على موقع "ManaBalss.lv" من أجل تشريع قانون المساكنة في لاتفيا. ينص مشروع القانون على أن تسجيل الشريكين سيضمن حقوقًا متساوية لجميع أفراد المجتمع، بغض النظر عن الجنس. تم تقديم التواقيع إلى البرلمان في يناير 2018. في مارس 2018، أوصت لجنة الانتداب والأخلاق والملفات بأن يتم رفض المبادرة من قبل البرلمان. صوت 5 من أصل 9 نواب للتوصية بالرفض، بينما أراد آخرون إرسالها لمزيد من الدراسة. في أكتوبر 2018، دعا أمين المظالم المشرعين إلى إصدار قانون شراكة للشركاء المثليين والشركاء المغايرين، مشيرا إلى إحصاءات أظهرت أن حوالي نصف أطفال لاتفيا يولدون خارج نطاق الزواج، وأن هذه الأسر يجب أن تتمتع بحماية وحقوق قانونية. في 20 يونيو 2019، صوت نواب مجلس النواب اللاتفي ضد إرسال مشروع القانون لمزيد من المناقشة والمراجعة في اللجان البرلمانية. صوت 23 عضوا فقط لصالح مشروع القانون، مقابل 60 صوتوا ضده، وامتناع عضو واحد عن التصويت، (23-60-1). أتى دعم مشروع القانون من دعم قادم من حزب من أجل التنمية في لاتفيا والوحدة الجديدة، بالإضافة إلى بعض أعضاء الحزب الديمقراطي الاجتماعي «الوئام». وأتى رفض مشروع القانون من كل من الحزب الاجتماعي الديمقراطي «الوئام»، «حزب من الذي يملك الدولة؟»، الحزب المحافظ الجديد، التحالف الوطني «الكل من أجل لاتفيا!» - «لأجل الوطن والحرية/ال ان ان كاي» واتحاد الخضر والمزارعين، فضلا عن عدد من المستقلين. هذا يعني أن مشروع القانون لن يظهر في جدول الأعمال الرسمي لمجلس النواب اللاتفي. قال مؤيدو مشروع القانون إنهم سوف يثابرون ويحاولون إقناع النواب بمناقشته مرة أخرى في المستقبل.

## زواج المثليين

### الدستور
في ديسمبر/كانون الأول 2005، صَوتَ البرلمان في تصويت 65 لصالح مقابل 5 أصوات ضد (65-5) لإقرار تعديل الدستورِ، ييحظرُ زواجَ المثليين.

### التحديات القضائية
في 27 مايو/أيار 2016، ألغت المحكمة الدستورية في لاتفيا قرار محكمة إدارية برفض طلب تسجيل زواج مثلي في البلد. وقالت متحدثة باسم المحكمة العليا إن المحكمة تتفق مع المحكمة الإدارية في أن اللوائح الحالية لا تسمح بعقد زواج مثلي في لاتفيا بشكل قانوني. ومع ذلك، كان ينبغي النظر في المسألة في سياق لا يتعلق بالزواج، ولكن في تسجيل شراكة عائلية. وعلاوة على ذلك، كان من المستحيل استنتاج ما إذا كانت حقوق المتقدمين قد انتهكت ما لم يتم قبول مطالبتهم ومراجعتها بطريقة مناسبة. ستقرر المحكمة العليا الآن ما إذا كان الرفض قد انتهك دستور لاتفيا والاتفاقية الأوروبية لحقوق الإنسان.

### حكم محكمة العدل الأوروبية 2018
في 5 يونيو 2018، حكمت محكمة العدل الأوروبية لصالح زوجين مثليين أمريكي-روماني سعوا إلى الاعتراف بزواجهم في رومانيا حتى يتسنى للشريك الأمريكي الإقامة في البلاد. قضت المحكمة بأن الدول الأعضاء في الاتحاد الأوروبي قد تختار ما إذا كانت ستسمح بزواج المثليين أم لا، لكنهم لا يستطيعون عرقلة حرية إقامة مواطن أوروبي وزوجه. وعلاوة على ذلك، قضت المحكمة بأن مصطلح «الزوج» محايد من حيث الجنس، وأنه لا يعني بالضرورة وجود شخص مغاير.
أعلنت حكومة لاتفيا و «مكتب شؤون المواطنة والهجرة» (باللاتفية: Pilsonības un migrācijas lietu pārvaldē') عن القبول والالتزام بهذا التوجيه. حصل زوجان مثليان على الأقل، في يونيو 2018، على تصريح إقامة للشريك غير اللاتفي. تزوج الزوجان المعنيان في البرتغال.

## الرأي العام
وجد مؤشر يوروباروميتر لعام 2015 أن 19% من اللاتفيين يؤيدون زواج المثليين.